# Barrios Unidos (Coclé)
Barrios Unidos es un corregimiento del distrito de Aguadulce en la provincia de Coclé, República de Panamá. La localidad tiene 9.390 habitantes (2010).
Lugar en el cual esta la comunidad del Salao, con costas en el Pacífico, donde se puede encontrar una gran diversidad de aves playeras, una hermosa vista nocturna a la provincia de Herrera. Consta de un puerto y las salinas, tierras que han pasado de generación en generación, las cuales son productoras de sal cruda cristalina que es comercializada en la cooperativa Marin Campos R.L. Tiene caseríos de pescadores que ayudan con la gran comercialización de marisco de diversas clases.